# Bundesautobahn 995
La Bundesautobahn 995 (ou BAB 995, A995 ou Autobahn 995) est une autoroute située dans la Bavière. Elle mesure 11 kilomètres.